# Ocean's Three and a Half
"Ocean's Three and a Half" é o sétimo episódio da sétima temporada de Uma Família da Pesada. Foi exibido nos Estados Unidos na rede de televisão Fox em 15 de fevereiro de 2009. Peter decide fazer com que a esposa de Joe, Bonnie, realize o parto, assim, o homem poderá ter mais tempo com o amigo. Bonnie dá a luz a uma garota chamada Susie, mas agora Joe possui dívidas com o hospital. Peter, Joe, Cleveland e Quagmire decidem roubar o sogro de Peter, Carter Pewterschmidt. A esposa de Peter e filha de Pewterschmidt, Lois, convence Joe a não fazer isso. Ela consegue dinheiro do pai ao dizer que precisa dele para realizar o divórcio. Um subenredo envolve Stewie, que se apaixona por Susie.
O episódio inclui uma sequência non sequitur do discurso retórico de Christian Bale no set de Terminator Salvation, com clipes de áudio reais de Bale intercalados com a voz de Peter. A sequência recebeu recepção positiva dos escritores do Los Angeles Times, New York Post e The Guardian. No geral, o episódio recebeu uma avaliação positiva no site de jogos IGN.

## Enredo
Frustrado que Joe passa mais tempo com Bonnie por causa de seu possível trabalho de parto, Peter tenta fazer com que o bebê nasça logo, para que Joe possa passar mais tempo com ele, Cleveland e Quagmire. Peter passa a série Dois Homens e Meio perto de Bonnie, esperando que o bebê saia da barriga para mudar de canal, no entanto, não tem sucesso na tentativa. Quando finalmente ocorre o nascimento da menina Susie, Joe não consegue pagar a dívida de $20 mil que tem no hospital. Procura um agiota para obter o dinheiro, mas acaba ficando em dívida com o mesmo. Peter e seus amigos pedem que Carter Pewterschmidt dê o dinheiro para pagar o agiota, porém, ele recusa.
Em um ato final de desesperto, Peter propõe que roubem Carter. Ao chegarem no cofre, Lois chega na cena e convence Joe a parar com a ação. Ela pede ao pai que lhe dê o dinheiro, dizendo que irá usá-lo para pagar um advogado para o divórcio; quando Peter pergunta se a esposa estava brincando, ela não diz nada, deixando-o preocupado. Enquanto isso, Stewie se apaixona por Susie, e na tentativa de conquistar seu coração, escreve músicas e faz um vídeo com si próprio cantando sua versão da canção de Bryan Adams, "(Everything I Do) I Do It for You". No fim, contudo, ele afirma que não está mais apaixonado e que possui interesse em Bryan Adams.